# Ex Cops
Ex Cops byla americká indierocková hudební skupina, kterou tvořili Brian Harding a Amalie Bruun. Vznikla v roce 2011. Ještě téhož roku duo vydalo vlastním nákladem své první album White Women. Druhá deska (první řadová) True Hallucinations, kterou vydala společnost Other Music, následovala roku 2013. Následujícího roku skupina vydala album Daggers, které produkoval Justin Raisen a vedoucím producentem byl Billy Corgan ze skupiny The Smashing Pumpkins. Kapela později přestala být aktivní, Bruun založila vlastní projekt Myrkur, zatímco Harding působil v projektu Blond Ambition.

## Diskografie
- White Women (2011)
- True Hallucinations (2013)
- Daggers (2014)